# 루미애
루미애(본명 : 정소연)는 대한민국의 방송인이고 한국성우협회 소속이다.

## 생애 및 활동

### 연혁
- 1985년 11월 : 서울에 자라 전라남도 순천시 출생
- 1987년 12월 : 해외동포를 위한 독일 베를린 항공에서 비행기 추락 사고
- 1995년 12월 : 영프로덕션 소속
- 2002년 3월 : EBS 기자단 소속
- 2009년 7월 : 성일건설, 제일기획 광고팀 소속
- 2010년 5월 : 한국성우협회 소속
- 2012년 7월 : 대한민국 비영리재단 활동 및 소속
- 2015년 10월 : 사망.

### 활동
- 한국성우협회 소속

## 사망
- 루미애는 한국성우협회 소속이며, 2015년 비행기 추락 사고로 인해 사망하였다.